# La vena d'oro (film 1929)
La vena d'oro è un film muto italiano del 1929, diretto da Guglielmo Zorzi.

## Trama
La contessa Usberti resta vedova del marito che l'aveva abbandonata con un figlio piccolo e si dedica alla sua educazione. Passano gli anni ed il bimbo è diventato il ventenne Corrado. Il giovane si innamora della soubrette Amelia Carena e si allontana dalla famiglia. Guido Manfredi, che aveva seguito gli anni della crescita di Corrado, è legato da passione sincera e ricambiata per la contessa che però, temendo la reazione di Corrado, gli impone di separarsi da lei. Questa nuova ferita provoca un profondo dolore per la contessa che si lascia sfiorire. Interviene il prof. Albani, amico di famiglia, che mette al corrente Corrado della situazione: a quel punto il giovane ritrova in sé una "vena d'oro" di generosità, fa ritornare Manfredi e ridona la felicità alla madre.

## Produzione
La vena d'oro è tratto dall'omonima commedia rappresentata a teatro nel 1919, il cui autore Guglielmo Zorzi, dopo aver partecipato alla fondazione della "Autori Direttori Italiani Associati", ne curò anche quella che sarebbe stata la sua ultima regia cinematografica, benché la ritenesse inizialmente inadatta alla trasposizione a causa del peso che nell'opera teatrale aveva il dialogo.

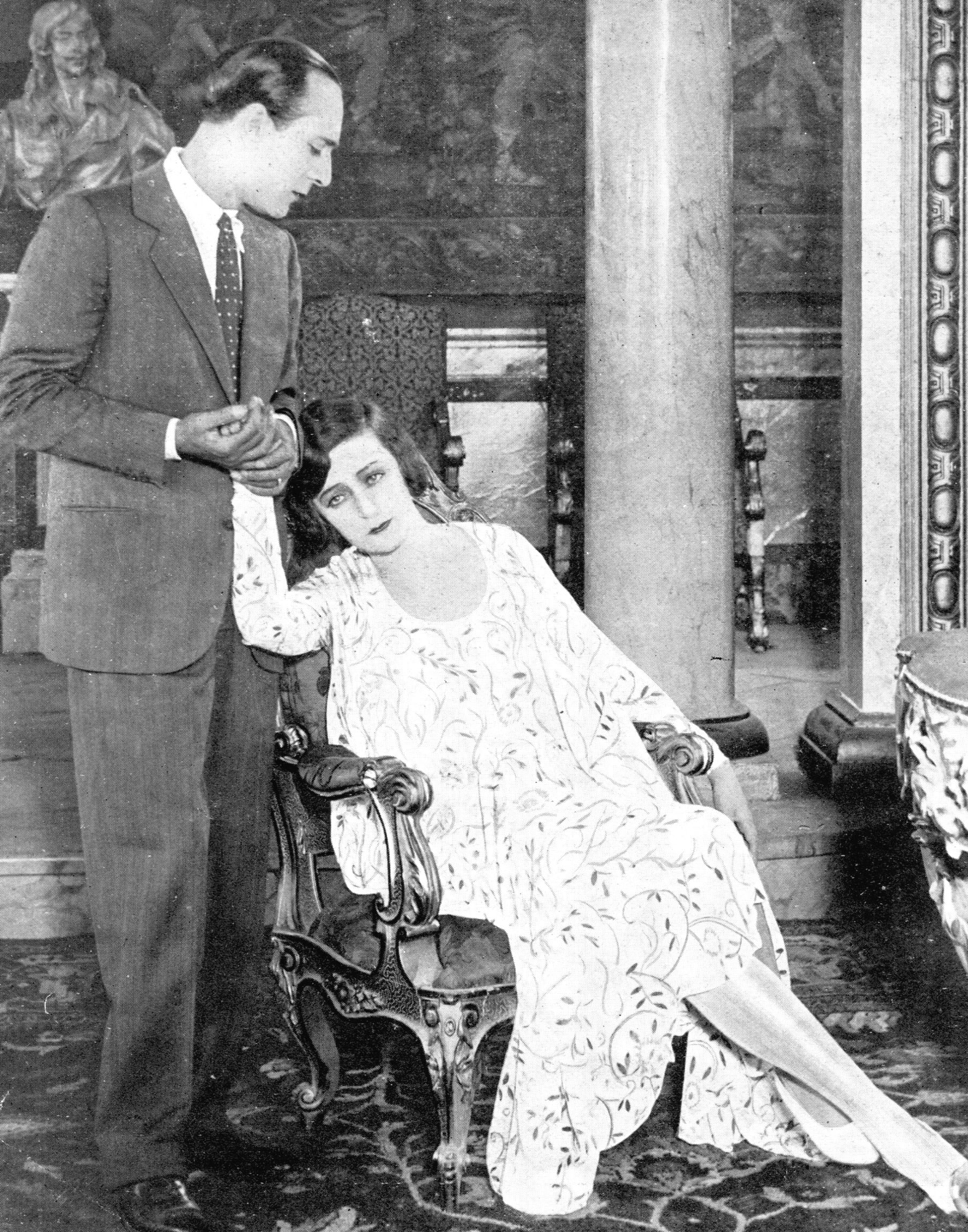
Giovanni Cimara e Diana Karenne

La "A.D.I.A.", uno dei tentativi nati per reagire alla profonda crisi che aveva colpito la cinematografia italiana negli anni venti, fu fondata nel 1927 da un gruppo di cineasti (i pochi che non s'erano trasferiti a lavorare in Germania o in Francia) tra cui Mario Camerini (che per questa società dirigerà Kif Tebbi, uno dei rari film italiani del periodo ad avere successo internazionale), Gabriellino D'Annunzio, Luciano Doria e Roberto Roberti, Per supportare la propria attività, la "A.D.I.A." aveva anche provveduto nel 1928 ad aumentare il capitale sociale sino ad un milione e mezzo di lire del tempo, per «avviare la cinematografia italiana verso l'agognata mèta».
Da tempo si auspicava infatti, ma con modesti risultati, un rilancio (la "rinascita") dell'industria cinematografica in Italia. ed a tale fine analoghe iniziative erano state intraprese nello stesso periodo sia dal gruppo formatosi attorno a Blasetti ed alla rivista cinematografo - che darà luogo alla sfortunata vicenda di Sole - sia dalla I.C.S.A. produttrice negli studi cinematografici di Firenze - Rifredi di Frate Francesco e di Boccaccesca. Ma, nonostante questi sforzi, nel quinquennio 1925 - 1929, furono realizzati in Italia non più di 100 film, e per di più, essendo spesso legati a contesti regionali, solo una minima parte di essi riuscì ad avere una diffusione nazionale, e quasi nessuno internazionale.

Fotogramma del film, oggi perduto

Per la "A.D.I.A" La vena d'oro fu il terzo (su un totale di quattro) film realizzato, la cui lavorazione si sviluppò negli ultimi mesi del 1928; l'impegno produttivo portò a richiamare dall'estero Diana Karenne, che era stata negli anni dieci una delle più acclamate "dive" della cinematografia italiana, trasferitasi nel 1922 in Francia ed in Germania quando ne era iniziata la crisi. Questa fu l'ultima volta che apparve in un film italiano con un ruolo da protagonista (parteciperà infatti solo con un breve "cammeo" nel 1940 nella Manon Lescaut poco prima di morire a causa di un bombardamento). La sua interpretazione ottenne molti consensi, anche se qualche commentatore non mancò di ricordare le eccentricità capricciose per cui era nota durante la precedente attività italiana

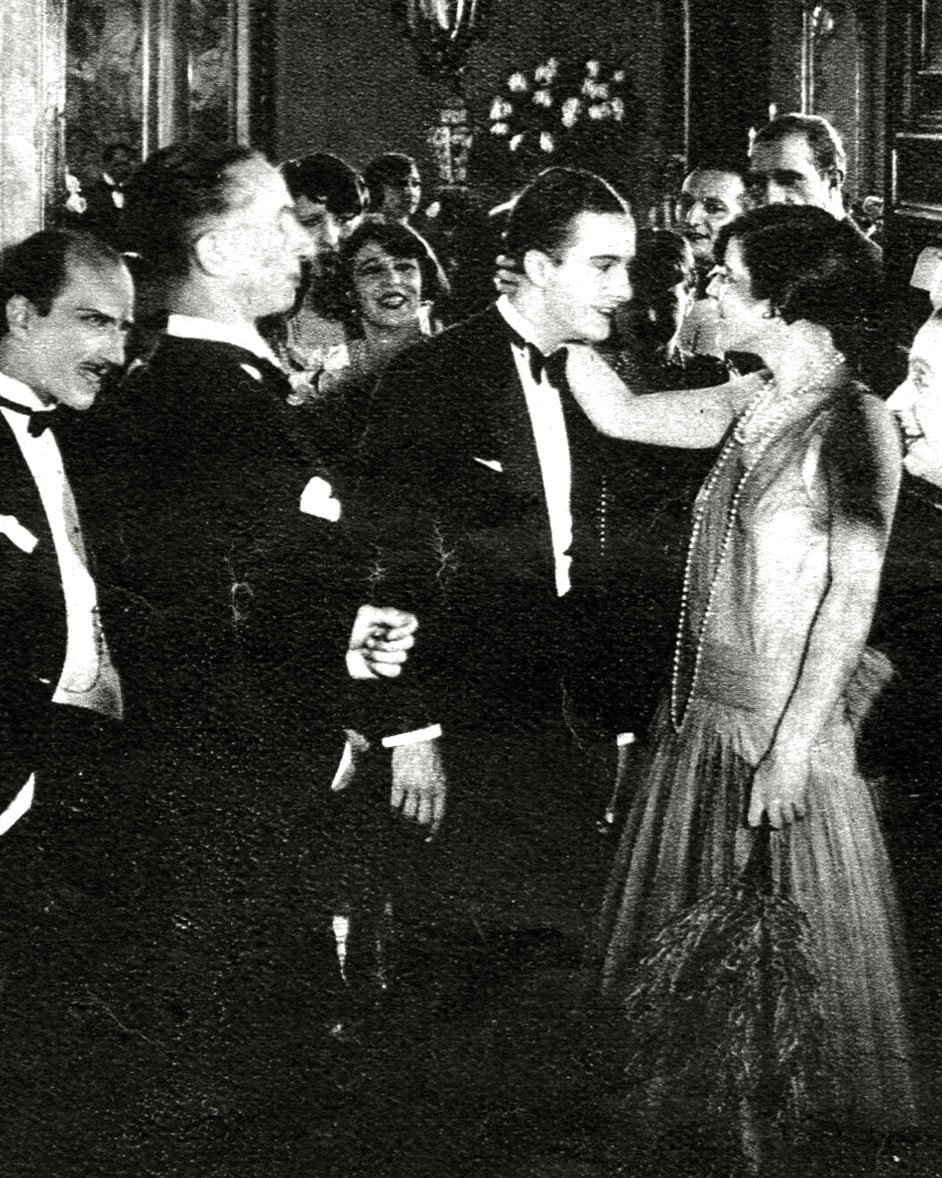
Elio Steiner e Diana Karenne

Nello stesso anno in cui il film uscì sugli schermi, il 1929, l'imprenditore Stefano Pittaluga, aveva deciso di attrezzare per la produzione sonora i teatri di posa romani di via Vejo della "Cines", poi inaugurati nel maggio 1930 e questo comportò la scomparsa delle aziende cinematografiche ancora legate al muto. Anche la "A.D.I.A." cessò la sua attività.

## Accoglienza
Ottenuto il nulla osta della censura (il visto è datato 31 dicembre 1928), La vena d'oro circolò nelle sale a partire dalla primavera del 1929 e, come per tutte le pellicole italiane dell'epoca, non è noto quale ne sia stato il risultato commerciale.
Fu accolto favorevolmente dalla critica che ne descrisse le «atmosfere di signorilità e raffinatezza che caratterizzano questo film italiano [anche se] l'origine teatrale rende il lavoro inevitabilmente statico; con questo non si vuol dire che sia noioso. La vena d'oro non avrebbe potuto avere migliore realizzazione cinematografica, ricco di scene di mondanità, saloni sfarzosamente illuminati, gite in automobile: un nuovo progresso nel cammino faticoso che attualmente sta percorrendo la nostra arte cinematografica».
Il film ricevette altri commenti positivi per «un lavoro pieno di sottilissima sfumatura, soffuso di una intensa poesia [che] ci tiene attenti più che altro per l'interpretazione degli attori e la perfetta messa in scena: un nobilissimo sforzo nel campo della nostra cinematografia», oppure per essere «perfettamente equilibrato: non vi sono deformazioni, non vi sono anacronismi, non vi sono commerciali indulgenze [ma] è improntato alla massima signorilità, l'atmosfera è resa con calore e verità sorprendenti.»
Impossibile oggi valutare retrospettivamente le opinioni espresse dalla critica del tempo: secondo la ricerca recentemente pubblicata da Bernardini, si tratta infatti di un film perduto. Nel 1955 Bolognini ha diretto una versione sonora del dramma teatrale di Zorzi.